# Кукисвумчорр (микрорайон)

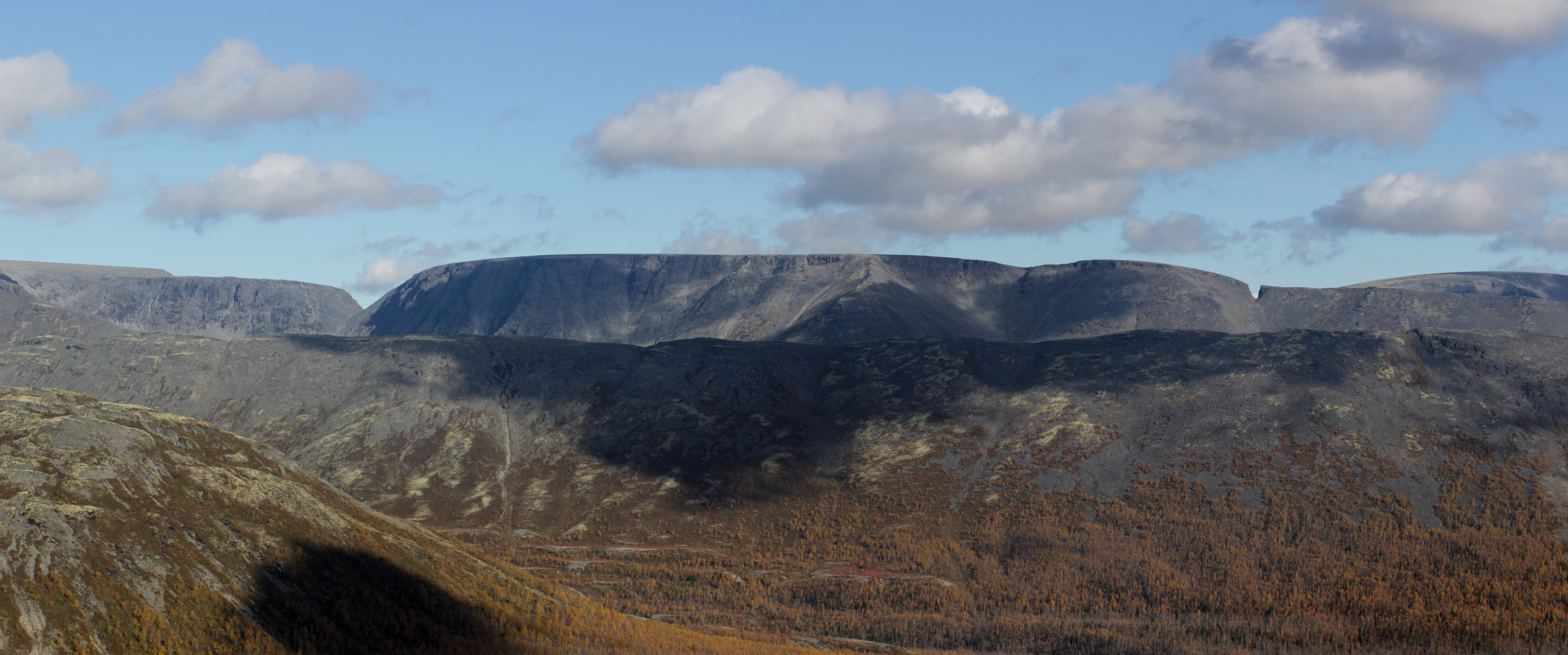
Плато горы Кукисвумчорр

Кукисвумчорр — микрорайон Кировска. До включения в состав города был посёлком городского типа. Расположен в 3 км к северу от города.

## Название
Название получил от близлежащей горы Кукисвумчорр, у южного подножия которой расположен микрорайон. Кукисвумчорр, в переводе с саамского, «горный массив у длинной долины». Известен также как 25-й км (по расстоянию от города Апатиты) и посёлок имени Кирова (по одноимённому руднику).

## История
Основан в 1929 году. 5 декабря 1935 года на посёлок Кукисвумчорр со склонов горы Юкспорр одна за другой сошли четыре лавины. Погибли 86 человек. В 1938 году в посёлке проживало 8,2 тыс. жителей.
В 1943 году посёлок Кукисвумчорр был разрушен снежной лавиной. Позже восстановлен.
В 1958 году посёлок был включён в состав города Кировска.
В 2016 году на микрорайон Кукисвумчорр сошла лавина.

## Экономика
В верхней части микрорайона находится Кировский рудник, принадлежащий АО «Апатит», который является основным рабочим центром микрорайона. В северной части располагается гора Кукисвумчорр с горнолыжным склоном и бугельными подъёмниками.

## География
С трёх сторон микрорайон окружен горами, четвёртая выходит к озеру Большой Вудъявр. По территории микрорайона протекает река Лопарская.

## Культура
- Дом-музей С. М. Кирова